# Кудо, Хирофуми
Хирофу́ми Ку́до (яп. 工藤 博文; род. 3 июля 1959, Сибецу) — японский кёрлингист.
В составе мужской команды Японии принимал участие в соревнованиях по кёрлингу на зимних Олимпийских играх 1998, где команда Японии заняла пятое место.
Трёхкратный серебряный призёр Тихоокеанско-азиатских чемпионатов, трёхкратный чемпион Японии среди мужчин.

## Достижения
- Тихоокеанско-азиатский чемпионат по кёрлингу: серебро (1992, 1996, 1997).
- Чемпионат Японии по кёрлингу среди мужчин: золото (1997, 1998, 1999), серебро (2011).

## Команды
| Сезон   | Четвёртый        | Третий           | Второй        | Первый           | Запасной                              | Турниры            |
| ------- | ---------------- | ---------------- | ------------- | ---------------- | ------------------------------------- | ------------------ |
| 1992—93 | Хирофуми Кудо    | ?                | ?             | ?                |                                       | ТАЧ 1992           |
| 1996—97 | Хироси Сато      | Макото Цуруга    | Kazuhito Hori | Синъя Абэ        | Хирофуми Кудо                         | ТАЧ 1996           |
| 1996—97 | Хирофуми Кудо    | Макото Цуруга    | Хироси Сато   | Ёсиюки Омия      | Тосиаки Накаминэ                      | ЧЯМ 1997           |
| 1997—98 | Ёсиюки Омия      | Хирофуми Кудо    | Хироси Сато   | Макото Цуруга    | Хисааки Накаминэ                      | ТАЧ 1997           |
| 1997—98 | Макото Цуруга    | Хироси Сато      | Ёсиюки Омия   | Хирофуми Кудо    | Хисааки Накаминэ тренер: Глен Джексон | ЗОИ 1998 (5 место) |
| 1997—98 | Макото Цуруга    | Хироси Сато      | Ёсиюки Омия   | Хирофуми Кудо    | Тосиаки Накаминэ                      | ЧЯМ 1998           |
| 1998—99 | Хирофуми Кудо    | Макото Цуруга    | Хироси Сато   | Ёсиюки Омия      | Тосиаки Накаминэ                      | ЧЯМ 1999           |
| 2010—11 | Akihiro Yabunaka | Хисааки Накаминэ | Хирофуми Кудо | Hidekazu Yotsuji | Kazuhito Houmura                      | ЧЯМ 2011           |

(скипы выделены полужирным шрифтом)